# 论语
《論語》是中國春秋時期的思想家孔子言行為主的言論彙編，為儒家重要經典之一。《論語》的“論”读作「ㄌㄨㄣˊ」，為論輯、編纂的意思，「語」是話語、言辭的意思，如《國語》、《新語》之類，合起來指言论的汇编。《漢書·藝文志》稱：「《論語》者，孔子應答弟子、時人，及弟子相與言而接聞於夫子之語也。當時弟子各有所記，夫子既卒，門人相與輯而論纂，故謂之《論語》。」
《論語》涉及多方面內容，當中包括儒家治國理念、人倫關係、個人道德規範、先秦時期的社會面貌，乃至孔子及其弟子的經歷等。自汉武帝“罢黜百家，独尊儒术”之後，它被尊为“五经之輨轄，六艺之喉衿”，是研究孔子及儒家思想——尤其是先秦儒家思想的一手資料。南宋時朱熹將《大學》、《論語》、《孟子》、《中庸》合為「四書」，使《論語》在儒家經典中的地位日益提高。元代延佑年间，科举开始以“四书”开科取士。此后一直到清朝末年推行洋务运动，废除科举之前，《論语》一直是学子士人的金科玉律。

## 流傳
《論語》自战国前期成书问世，因秦始皇下令“焚书”幾近湮滅不傳。到西漢初年廢焚書令，朝廷明令“大收篇籍，广开献书之路”，号召百姓献书。魯人和齊人各有師資傳習，形成不同的《論語》「師法」。魯人傳授〈魯論〉20篇；齊人傳授〈齊論〉22篇，多“問王”、“知道”二篇；另有魯恭王毀壞孔子舊宅發現〈古論〉21篇，從堯曰篇「子張問何如可以從政」起分立出“從政”篇。
西漢末年，漢成帝帝師張禹先後學魯、齊論語，合二學為一，篇題以〈魯論〉二十篇為準，去“問王”、“知道”二篇，號《張侯論》；西元二世纪中期東漢末年，鄭玄以張侯論為底本，參考〈齊論〉、〈古論〉，作《論語注》，定下《論語》今本，〈齊論〉、〈古論〉不久亡佚。不到百年後，三國時期何晏等人把鄭玄本及其反對派的觀點编成了《論語集解》。南北朝时代，皇侃受佛教影響编成《論语义疏》。宋代理學興起後，南宋朱熹的《論語集注》成為《論語》義理闡釋的典範。
隋唐以前人尊孔子，《春秋》尤重于《论语》。两汉《春秋》列博士，而《春秋》又几乎是五经之冠冕。《论语》则与《尔雅》、《孝经》并列，不专设博士。以近代语说之，《论语》在当时，仅是一种中小学教科书，而《春秋》则是大学特定的讲座。此下魏晋南北朝以迄于隋唐，《春秋》列于经，仍非《论语》所能比。”后来直到宋朝，《论语》才和《春秋》平起平坐了，二程和朱熹则抬高《论语》超过了《春秋》。
今本據阮元校勘《十三经注疏》本統計，約1萬2千字。
2016年中國考古學家宣佈於江西省南昌市西漢海昏侯墓內出土文物中發現〈齊論〉竹簡，其中包括以「智道」（即「知道」）爲題的篇章。

## 結構
現存的《論語》共20篇，508則

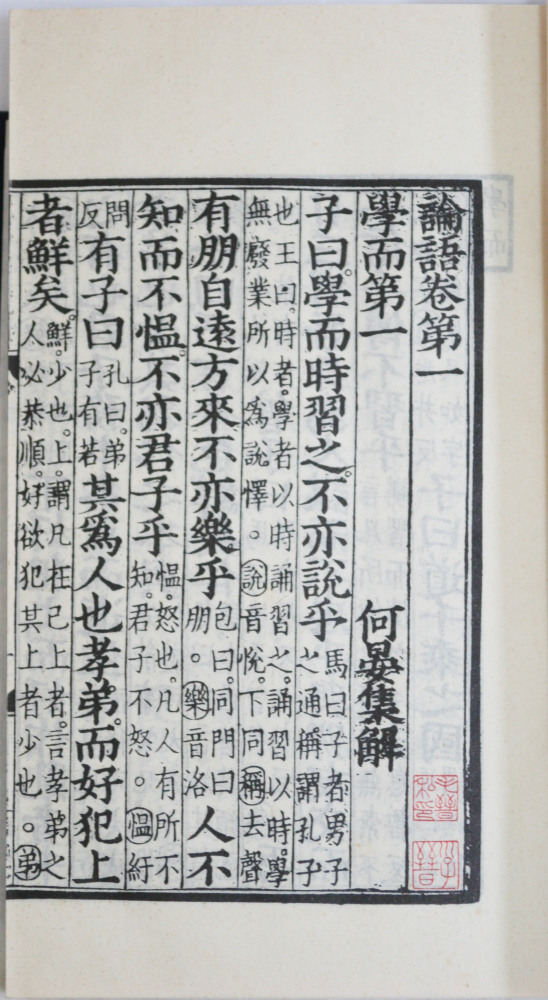
元刊覆宋本　何晏注　論語集解　台北國立故宮博物院藏

。每篇篇名取自正文開頭，或“子曰”、“子謂”後首句的前二、三字，與篇目中的內容無關。按照習慣，通常把前10篇稱為“上論”，後10篇稱為“下論”。《論語》以〈學而〉為首。

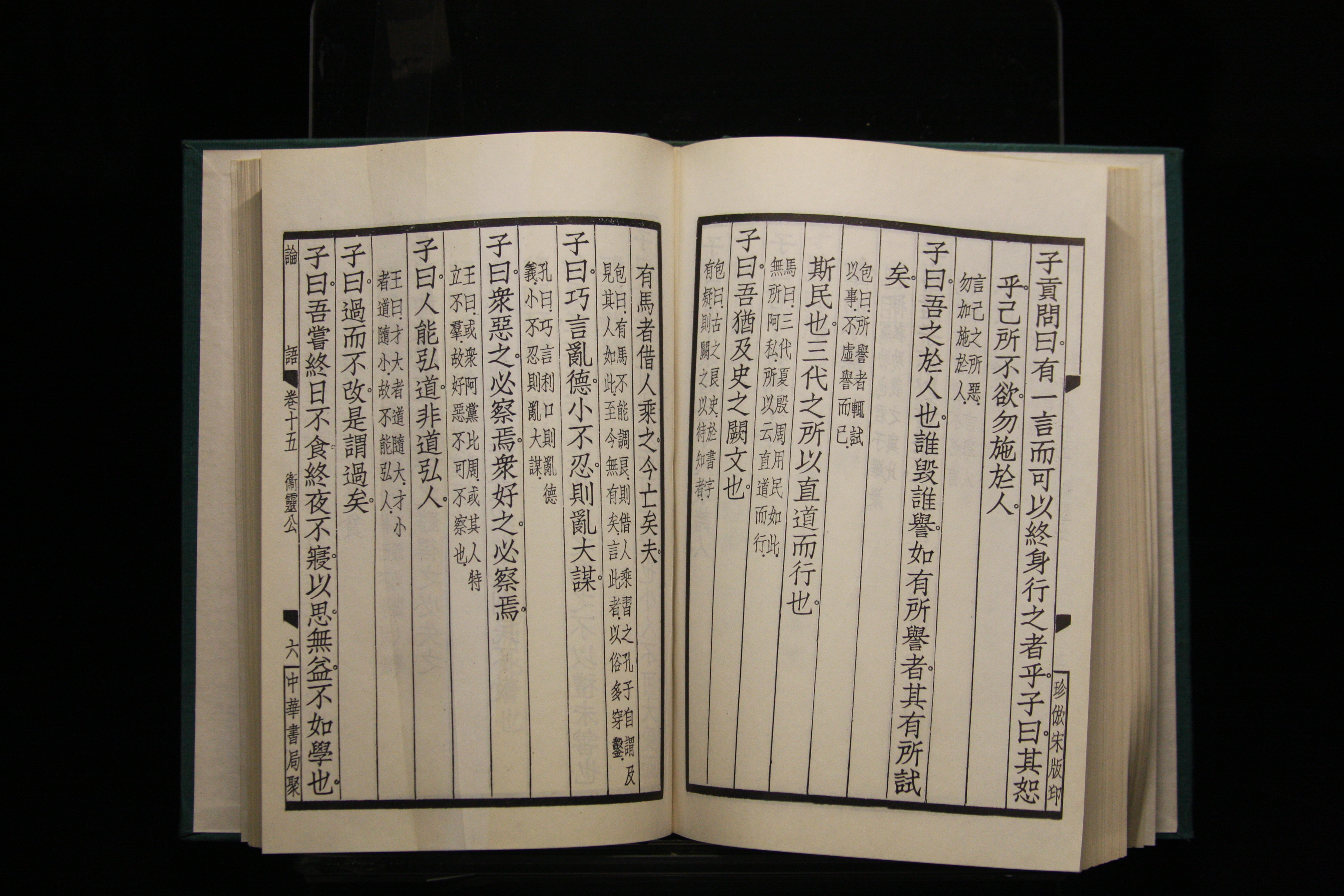
《論語·衛靈公》

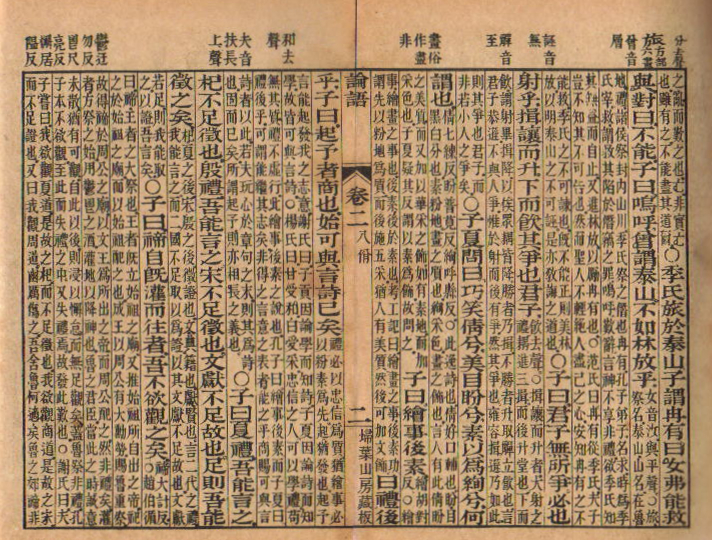
《論語·八佾》

1. 學而第一（主要讲“务本”的道理，引导初学者进入“道德之门”）[10]
2. 為政第二（主要讲治理国家的道理和方法）
3. 八佾第三（主要记录孔子谈論礼乐）
4. 里仁第四（主要讲仁德的道理）
5. 公冶長第五（主要讲评价古今人物及其得失）
6. 雍也第六（记录孔子和弟子们的言行）
7. 述而第七（主要记录孔子的容貌和言行）
8. 泰伯第八（主要记孔子和曾子的言论及其对古人的评论）
9. 子罕第九（主要记孔子言论，重点为孔子的行事风格，提倡和不提倡做的事）
10. 鄉黨第十（主要记录孔子言谈举止，衣食住行和生活习惯）
11. 先進第十一（主要记录孔子教育言论和对其弟子的评论）
12. 顏淵第十二（主要讲孔子教育弟子如何实行仁德，如何为政和处世）
13. 子路第十三（主要记录孔子论述为人和为政的道理）
14. 憲問第十四（主要记录孔子和其弟子论修身为人之道，以及对古人的评价）
15. 衛靈公第十五（主要记录孔子及其弟子在周游列国时的关于仁德治国方面的言论）
16. 季氏第十六（主要记孔子论君子修身，以及如何用礼法治国）
17. 陽貨第十七（主要记录孔子论述仁德，阐发礼乐治国之道）
18. 微子第十八（主要记录古代圣贤事迹，以及孔子众人周游列国中的言行，也记录了周游途中世人对于乱世的看法）
19. 子張第十九（主要记录孔子和弟子们探讨求学为道的言论，弟子们对于孔子的敬仰赞颂）
20. 堯曰第二十（本篇较为短小，疑有错漏。主要记录古代圣贤的言论和孔子对于为政的论述）

### 〈齊論篇章〉
1. 知道第二十一
2. 問王第二十二

## 慣用語

### 俗語
- 有朋自遠方來，不亦樂乎
- 學而優則仕
- 不以人廢言
- 小不忍则乱大谋
- 巧言令色，鮮矣仁
- 道不同，不相为謀
- 三人行，必有我師焉
- 吾十有五而志於學，三十而立，四十而不惑，五十而知天命，六十而耳順，七十而從心所欲，不踰矩[11]
- 不在其位，不謀其政
- 知（智）者樂水，仁者樂山
- 朽木不可雕也
- 歲寒，然後知松柏之後凋也
- 人無遠慮，必有近憂
- 學如不及，猶恐失之
- 工欲善其事，必先利其器
- 溫故而知新，可以為師矣
- 君子坦蕩蕩，小人長戚戚
- 三军可夺帅也，匹夫不可夺志也
- 知之為知之，不知為不知，是知也

## 著名注疏

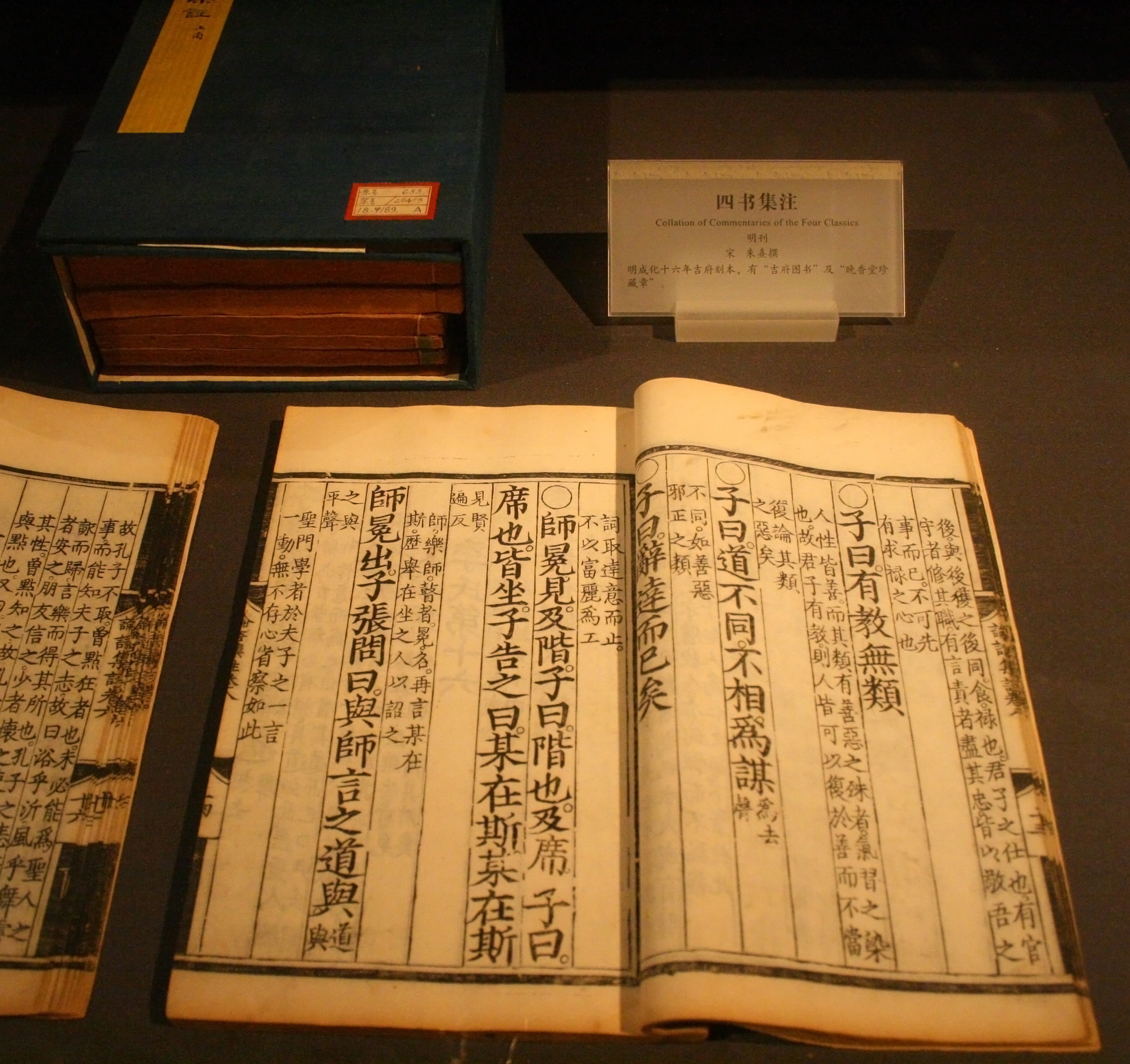
朱熹《四書集注》。

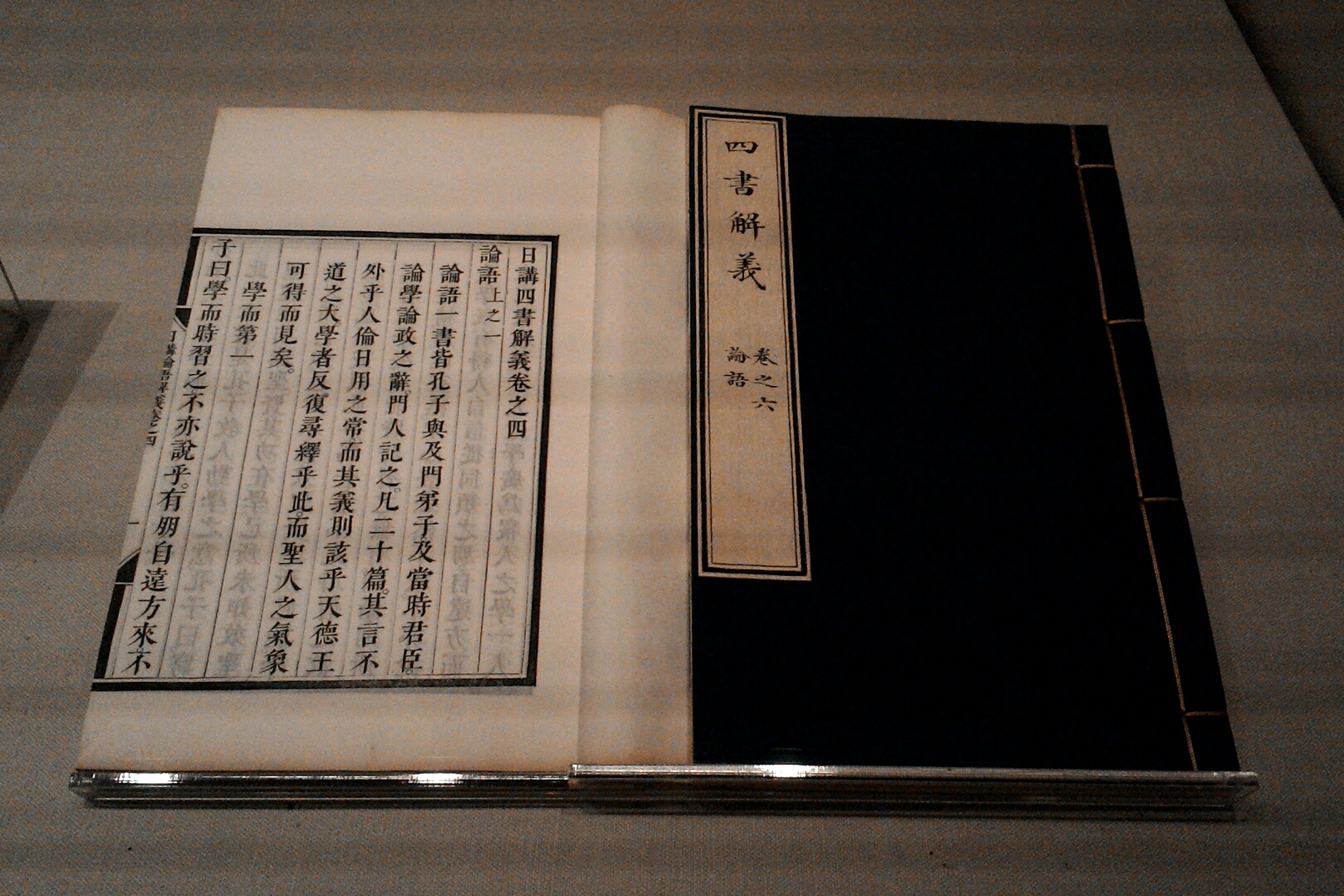
《日講四書解義》（展示的為《論語·學而》），拉薩哩等奉敕撰，康熙十六年（1677年）內府刊本。

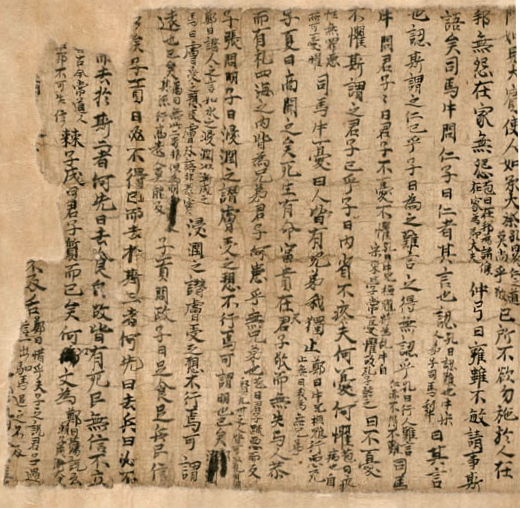
莫高窟中出土的《論語》

### 成语
- 吾日三省吾身
- 溫故知新[12]
- 见义勇为
- 见賢思齊
- 既往不咎
- 不耻下问
- 三思而后行
- 文質彬彬
- 举一反三
- 任重道远
- 道聽塗說
- 後生可畏
- 成人之美
- 當仁不讓
- 登堂入室
- 慎終追遠
- 待價而沽
- 近悅遠來
- 過猶不及
- 怨天尤人
- 血氣方剛
- 禍起蕭牆
- 欲速则不达
- 己所不欲，勿施於人

## 

### 民国以前
- 《论语郑氏注》：郑玄注释，宋朝佚失，清以来有不少辑佚本，1900年后在敦煌和吐鲁番发现唐写本多种。
- 《论语集解》：何晏等人所撰。
- 《論語註疏》：十三經注疏之一，由清朝官员及学者阮元主持。版本来源于曹魏何晏作的註《論語集解》，以及北宋邢昺作的疏。
- 《論語義疏》：南朝皇侃
- 《論語集注》十卷：南宋朱熹著《四書章句集注》，是朱熹数十年心血之作，影响之后数百年，既讲义理，又重训诂。
- 《論語正義》：清劉寶楠。清朝儒生多不满意唐宋人对于经典的注疏，此书征引广博，刘宝楠生前未完成，由其子刘恭冕完成。

### 民国后
- 《論語集釋》：程樹德编撰，是论语研究者的重要参考书。
- 《論語疏證》：楊樹達
- 《論語新解》：錢穆
- 《論語今注今譯》：毛子水注譯，台灣商務印書館《國學經典文叢》之一，風行海外，影響數代大學生、中學生。
- 《論語今讀》：李澤厚
- 《論語講要》：李炳南
- 《論語譯注》：楊伯峻譯注，反右運動前写定，1980年再版后颇受好评，为中华书局畅销书。
- 《〈论语〉批注》：北京大学哲学系1970级工农兵学员编写，为文革时期“批林批孔”的产物，内部发行。
- 《論語別裁》：南懷瑾
- 《論語注譯》：杜道生
- 《論語通釋》：王熙元
- 《論語通譯》：徐志剛譯，人民文学出版社出版，因其被列为中華人民共和國教育部《语文新课标》指定必读书目，所以有一定影响力。[13]
- 《论语新注新译》：杨逢彬2016年著作。

## 評價
黑格尔：“我们看到孔子和他的弟子们的谈话（按即“论语”——译者贺麟注），里面所讲的是一种常识道德，这种常识道德我们在哪里都找得到，在哪一个民族里都找得到，可能还要好些，这是毫无出色之处的东西。 孔子只是一个实际的世间智者，在他那里思辨的哲学是一点也没有的——至于一些善良的、老练的、道德的教训，从里面我们不能获得什么特殊的东西。西塞罗留下给我们的《政治义务论》便是一本道德教训的书，比孔子的书内容丰富，而且更好。我们根据他的原著可以断言：为了保持孔子的名声，假如他的书从来未曾有过翻译，那倒是更好的事。”
程頤：「讀論語：有讀了全然無事者；有讀了後其中得一兩句喜者；有讀了後知好之者；有讀了後直有不知手之舞之足之蹈之者。」、「今人不會讀書。如讀論語，未讀時是此等人，讀了後又只是此等人，便是不曾讀。」、「頤自十七八讀論語，當時已曉文義。讀之愈久，但覺意味深長。」

## 影響
- 日本：百济的五经博士王仁於公元5世纪初，王仁渡海前往日本，将《论语》當時兩位名家鄭玄與何晏的注疏獻給日本應神天皇。使漢字在日本得到進一步的推廣。而後聖德太子在各地設學問所。接著是當日本戰國之後，德川幕府積極扶植儒家中的朱子學派以鞏固統治基礎。而當幕府大政奉還之後，明治維新時，又開始流行以論語來作為經商的道理。[來源請求]
- 已陸續翻譯出三十多種語言[16]。

## 考古发现
1900年，在敦煌文獻中發現《論語鄭氏注》的唐代寫本殘卷。
1973年，河北定州西漢中山王劉修墓出土竹簡《論語》，1997年由文物出版社正式出版公佈，是目前發現最早的《論語》寫本。「定州漢簡」還包含一批不屬於《論語》，但記載孔子及其弟子言行的竹簡，整理者定名为《儒家者言》，该书共整理出二十七章，與今本《孔子家語》有密切關係。
2016年8月，江西南昌西漢海昏侯墓出土竹书《论语·知道》篇，可能就是失传了1800年的〈齊論〉。在肩水金關遺址出土的居延漢簡中也有釋文相同的《論語》簡牘，並包含其他的孔子語錄，亦或為〈齊論〉的失傳章句。
2015年的安徽大學藏戰國竹簡包括一批和《論語》相關的竹簡，整理者定名為為《仲尼曰》，其內容為孔子言論共25條，見於今本《論語》者有8條，另有一些可與《禮記》、《大戴禮記》、《孔叢子》等傳世文獻對照，但文字不盡相同。
2021年荊州市的王家咀戰國楚墓出土包括一批和《論語》相關的竹簡，整理者定名為《孔子曰》，其內容為孔子言論，部分內容可與今本《論語》對讀，少量內容散見於《禮記》、《孟子》等傳世古籍中，一些內容則不見傳世文獻記載。

## 延伸阅读
[在维基数据编辑]
 《論語 (四部叢刊本)》（ 在维基共享资源阅览影像）
 《論語》
 《欽定古今圖書集成·理學彙編·經籍典·論語部》，出自陈梦雷《古今圖書集成》

## 外部連結
- 《论语（论语集解）》原文及译文 （页面存档备份，存于）
- 《论语》全文在线阅读(简繁体注解翻译)（页面存档备份，存于）
- 《論語》全文在線閱讀(正体)（页面存档备份，存于）
- 論語中英文全譯（页面存档备份，存于）
- 論語全文(繁体)（页面存档备份，存于） - 原文與今譯
- 论语全文(简体)（页面存档备份，存于）
- 勞悅強：〈《論語》中的自我概念（页面存档备份，存于）〉。
- 祝平次：〈權威、言行關係與仁：論《論語》中的問答形式（页面存档备份，存于）〉。
- 杜維明：〈孔子的《论语》（页面存档备份，存于）〉。
- 黃俊傑：〈論東亞儒家經典詮釋與政治權力之關係——以《論語》、《孟子》為例 （页面存档备份，存于）〉
- 傅熊：〈倾听注者,了解圣人——《论语》注释传统之省思（页面存档备份，存于）〉。。
- 黃勇：〈正曲為直：《論語》“親親相隱章”新解（页面存档备份，存于）〉。
- 柴田笃：〈“未知生，焉知死”再考——以《论语》之生死观为中心（页面存档备份，存于）〉。
- 狄百瑞著，朱榮貴譯：〈我們為什麼要讀《論語》？〉（页面存档备份，存于）（2008）
- 淺野裕一：〈《論語》書名應叫《侖語》——為流傳兩千年的儒學經典正名（页面存档备份，存于）〉。
- 張汝倫：〈《論語》對於現代教育的意義（页面存档备份，存于）〉。
- 論語全文(日语)
- 黃俊傑：《德川日本《論語》詮釋史論（页面存档备份，存于）》。